# Eleutheromyces
Eleutheromyces is een geslacht van schimmels behorend tot de familie Helicogoniaceae. De typesoort is Eleutheromyces subulatus.

## Soorten
Volgens Index Fungorum telt het geslacht drie soorten (peildatum februari 2022): 
| Soortnaam                      | Auteur(s)          | Publicatiejaar |
| ------------------------------ | ------------------ | -------------- |
| Eleutheromyces longisporus     | N. Maek. & Tsuneda | 2001           |
| Eleutheromyces pseudosubulatus | Crous & A. Giraldo | 2015           |
| Eleutheromyces subulatus       | (Tode) Fuckel      | 1870           |